# Municipalità di Krāslava
La municipalità di Krāslava (in lettone Krāslavas novads) è una delle trentasei municipalità della Lettonia. È situata nel sudest del Paese e confina con la regione di Vicebsk in Bielorussia. Il capoluogo è la città di Krāslava.
I confini della nuova municipalità, istituita nel 2021, corrispondono a quelli del vecchio distretto di Krāslava abolito nel 2009.

## Suddivisione
La municipalità comprende 2 città (Krāslava e Dagda) e 24 parrocchie:
- Andrupene
- Andzeļi
- Asūne
- Auleja
- Bērziņi
- Dagda
- Ezernieki
- Grāveri
- Indra
- Izvalta
- Kalnieši
- Kaplava
- Kastuļina
- Kombuļi
- Konstantinova
- Krāslava
- Ķepova
- Piedruja
- Robežnieki
- Skaista
- Svariņi
- Šķaune
- Šķeltova
- Ūdrīši